# Sân bay quốc tế Heraklion
Sân bay quốc tế Heraklion, "Nikos Kazantzakis" (tiếng Hy Lạp: Κρατικός Αερολιμένας Ηρακλείου, "Νίκος Καζαντζάκης") hay Sân bay quốc tế Nikos Kazantzakis (IATA: HER, ICAO: LGIR) là sân bay hàng đầu trên đảo Crete, Hy Lạp. Sân bay này cách thành phố chính Heraklion 5 km. Sân bay được đặt theo tên một nhà văn và nhà triết học Hy Lạp quê ở Heraklion Nikos Kazantzakis.
Sân bay Nikos Kazantzakis phục vụ Heraklion (Ηράκλειο), Aghios Nikolaos (Άγιος Νικόλαος), Malia (Mάλλια), Chersonissos (Χερσόνησος) và các khu nghỉ mát khác. Hành khách không được phép chụp ảnh hay quay video ở sân bay này do căn cứ quân sự đóng ở đây.

## Các hãng hàng không và các tuyến điểm
- Aegean Airlines (Athens, Larnaca, Thessaloniki)
- airBaltic (Riga)
- Air Italy Polska (Warsaw) [Seasonal]
- Air Finland (Helsinki)
- Air Malta (Luqa)
- Arkia Israel Airlines (Tel Aviv)
- Arkefly (Amsterdam)
- Austrian Airlines (Linz, Salzburg, Vienna)
- Condor Airlines (Berlin-Schönefeld, Berlin-Tegel, Dresden, Düsseldorf, Frankfurt, Hamburg, Hanover, Leipzig/Halle, Munich, Nuremberg, Stuttgart) [theo mùa]
- Corsairfly (Paris)
- Cyprus Airways (Larnaca)
- Czech Airlines (Prague) [bắt đầu ngày 30 tháng 5]
- easyJet (Berlin-Schönefeld [bắt đầu ngày 25 tháng 6, theo mùa], London-Gatwick, Manchester)
- Eurocypria Airlines (Bristol, Dublin, Cork, Shannon, Larnaca)
- Germania (Berlin-Tegel) [seasonal]
- Germanwings (Köln/Bonn)
- Hello
- Jet2.com (Leeds/Bradford)
- KLM Cityhopper (Amsterdam)
- Martinair (Amsterdam)
- Montenegro Airlines
- Norwegian Air Shuttle (Oslo)
- Novair (Stockholm-Arlanda)
- Olympic Airlines (Athens, Thessaloniki, Rhodos, Sitia)
- Rossiya (Saint Petersburg)
- Smart Wings (Prague)
- Sky Express (Rhodos, Santorini, Mitilini, Kos)
- Sun d'Or International Airlines (Tel Aviv)
- S7 Airlines (Moscow-Domodedovo)
- Thomas Cook Airlines (Belfast-International, Birmingham, Bristol, Cardiff, East Midlands, Glasgow-International, Leeds/Bradford, London-Gatwick, Manchester, Newcastle)
- Thomsonfly (Birmingham, Bournemouth, Cardiff, Doncaster/Sheffield, East Midlands, Glasgow-International, London-Gatwick, London-Luton, Manchester, Newcastle)
- TNT Airways
- transavia.com (Amsterdam, Paris-Orly [bắt đầu ngày 23 tháng 5])
- TUIfly (Basel-Mulhouse, Berlin-Tegel, Bremen, Köln/Bonn, Düsseldorf, Frankfurt, Hamburg, Hanover, Karlsruhe/Baden-Baden, Leipzig/Halle, Memmingen, Munich, Münster/Osnabrück, Nuremberg, Stuttgart, Zweibrücken, Zürich) [theo mùa]
- Ural Airlines (Ekaterinburg [seasonal])
- Viking Airlines (Dublin, Lisbon)
- Wizz Air (Budapest, Katowice)